# واد الناقة
مدينة واد الناقة عاصمة لإحدى مقاطعات ولاية الترارزة وتبعد عن العاصمة نواكشوط 50 كلم. بلغ عدد سكانها عام 2000 حوالي 10291 نسمة.